# Klosterochsenzug

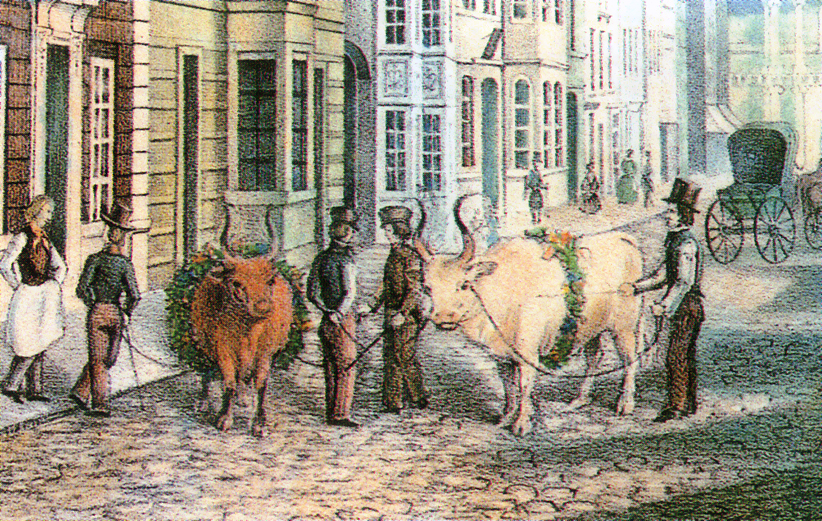
Die Klosterochsen in der Obernstraße im Jahre 1845

Der Klosterochsenzug war ein Brauch, der in Bremen von Anfang des 17. Jahrhunderts bis zum Ende des 19. Jahrhunderts Bestand hatte.
1531 wurde in dem alten, nach der Reformation geschlossenen St.-Johannis-Kloster in der Bremer Altstadt ein Krankenhaus eingerichtet, das später auch Geisteskranke beherbergte. Zur Unterstützung dieser Einrichtung erlaubte der Bremer Rat 1630, fortan jährlich eine öffentliche Sammlung zu veranstalten. Zwei stattliche, mit Kränzen geschmückte Ochsen mit vergoldeten Hörnern wurden hierfür durch die Stadt geführt und anschließend verlost. Die Überschüsse der Tombola kamen dabei dem Krankenhaus zugute, doch auch nachdem es 1691 in die Neustadt umgezogen war, benannte man die jährlich wiederkehrende Veranstaltung weiterhin in alter Weise, obwohl die Erlöse nicht mehr dem Krankenhaus im ehemaligen Kloster zugutekamen. Dieser „Klosterochsenzug“ wurde jedes Jahr zur Zeit des Freimarkts veranstaltet. 1871 fand der letzte Umzug statt, 1896 die letzte Verlosung.

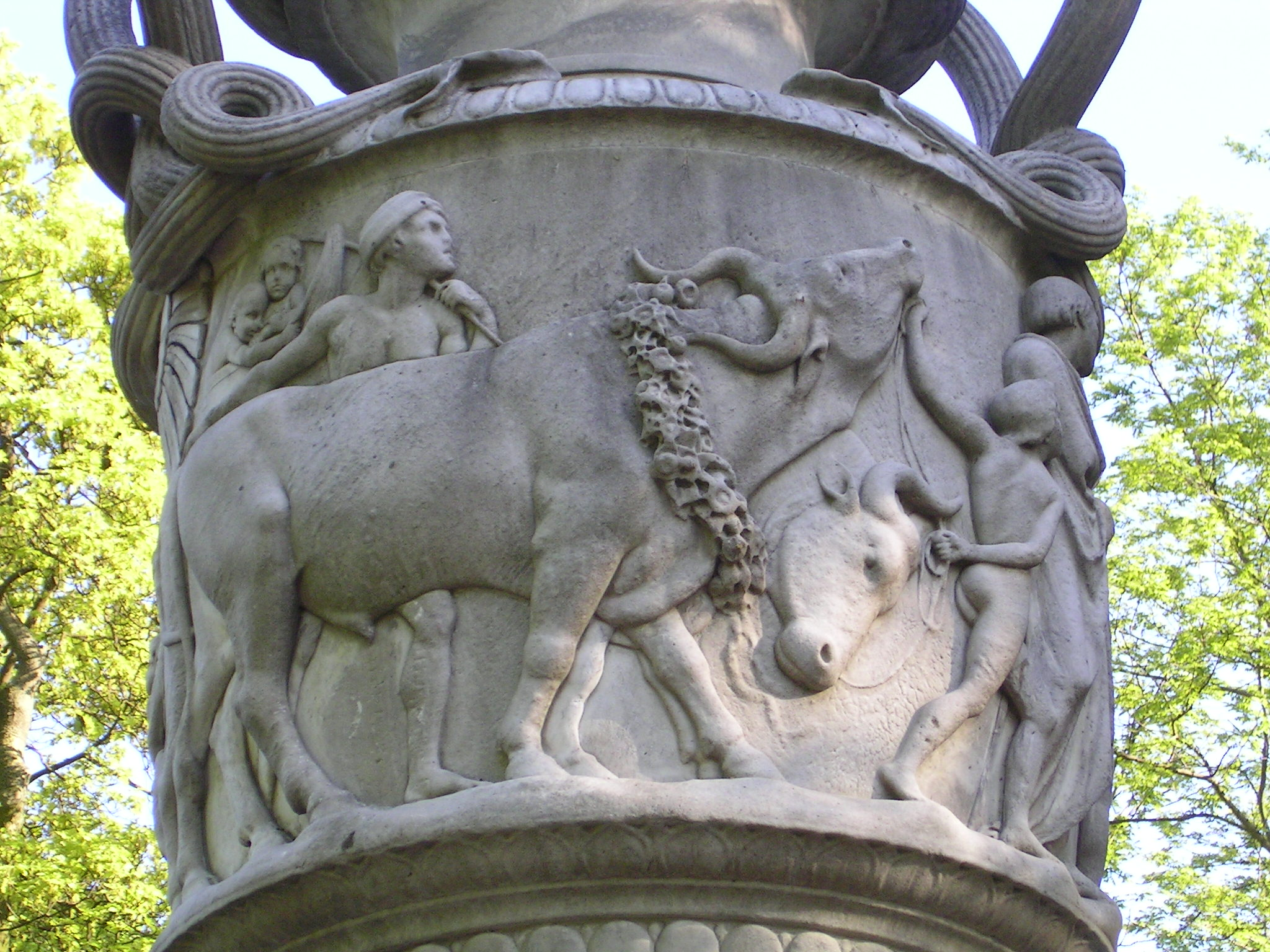
Darstellung des „Klosterochsenzugs“ im Relief auf der sogen. Steinhäuser-Vase

1856 wurde dem Klosterochsenzug mit der sogenannten „Steinhäuser-Vase“ in den Bremer Wallanlagen ein Denkmal gesetzt, das heute noch an gleicher Stelle nahe dem Herdentor steht.